# Myiornis atricapillus
Myiornis atricapillus là một loài chim trong họ Tyrannidae.